# دنیل واتز
دنیل واتز (به انگلیسی: Danielle Watts) (زادهٔ ۱۳ اکتبر ۱۹۸۰) شناگر اهل بریتانیا است.